# Graciliceratops
Genre
Espèce
Graciliceratops est un genre de dinosaure cératopsien décrit pour la première fois par le paléontologue Paul Sereno en 2000. Il date de la fin du Crétacé. Seul un squelette partiel a été découvert en Mongolie.
La seule espèce connue est Graciliceratops mongoliensis.

## Classification
Graciliceratops appartient à l'infra-ordre des Ceratopsia, un groupe d'herbivore ayant un bec rappelant celui des perroquets et vivant en Amérique du Nord et en Asie au Crétacé. Tous les cératopsiens se sont éteints il y a 65 millions d'années, lors de l'extinction Crétacé-Tertiaire.

## Alimentation
Graciliceratops, comme tous les cératopsiens connus, était herbivore. Au Crétacé, les plantes fleuries étaient rares, et il est probable que ce dinosaure se nourrissait des plantes prédominantes : Filicophyta, Cycadophyta et Pinophyta. Il se serait servi de son bec pour arracher feuilles et épines.